# 矢本貞幹
矢本貞幹（やもと ただよし、1909年1月11日 - 1990年11月25日）は、日本の英文学・比較文学者。
岐阜県出身。1933年東北帝国大学文学部英文科卒。1949年大阪大学文学部助教授、1956年関西学院大学助教授、教授、70年「エリザベス朝文学論」で関西学院大文学博士。77年定年、名誉教授、梅光女学院大学教授。85年退任。
専門は英文学（エリザベス朝、批評）だが、夏目漱石などの比較文学研究もおこなった。

## 著書
- 『エリザベス朝の文学』秋田屋 1948
- 『近代イギリス批評精神』創元社 1948
- 『漱石の精神』秋田屋 新学芸叢書 1948
- 『現代イギリス批評の先駆』研究社出版 1955。英米文学語学選書
- 『四季転々』私家版詩集 1958
- 『現代イギリスの文学思想 批評の理論と技術』研究社出版 1956
- 『イギリス批評 十七・八世紀』研究社出版 1961
- 『エリザベス朝文学論』研究社出版 1963、新版1994
- 『イギリス文学思想史』研究社出版 1968
- 『夏目漱石 その英文学的側面』研究社出版 1971
- 『文学技術論』研究社出版 1974
- 『日本近代詩の青春 杢太郎から朔太郎へ』こびあん書房 1981
- 『文学批評のこころ』研究社出版 1982
- 『矢本貞幹文芸論集』研究社出版 1985

- 編著『現代イギリス文明批評』 南雲堂不死鳥選書 別巻 英米文学シンポジアム 1959

### 翻訳
- ジョゼフ・コンラッド『青春 他一篇』岩波文庫 1940、復刊1990。他は「ドルのために」
- チャールズ・モーガン『鏡に映る影』笹山隆共訳 南雲堂不死鳥選書 1958
- T・S・エリオット『文芸批評論』岩波文庫 1962。度々復刊
- アレグザンダー・ポープ『批評論』訳注 研究社出版 英米文芸論双書 1967

## 論文
- <矢本貞幹